# Cantó de Sant Estève deis Orgues
El cantó de Sant Estève deis Orgues és un cantó francès del departament dels Alps de l'Alta Provença, situat al districte de Forcauquier. Té 8 municipis i el cap és Sant Estève deis Orgues.

## Municipis
- Cruis
- Fontiena
- Lardièrs
- Malafogassa d'Augès
- Montlaur
- Onglas
- Revèst e Sant Martin
- Sant Estève deis Orgues

## Història
| Data d'elecció                           | Identitat    | Partit        | Qualitat |
| ---------------------------------------- | ------------ | ------------- | -------- |
| 1964-1994                                | Jean Cabanne | UDF           |          |
| 1994-2001                                | Marc Arnoux  | Divers droite |          |
| 2001-                                    | Félix Moroso | PS            |          |
| les dades anteriors no són pas conegudes |              |               |          |
|                                          |              |               |          |

| 1962  | 1968  | 1975  | 1982  | 1990  | 1999  | 2006  |
| ----- | ----- | ----- | ----- | ----- | ----- | ----- |
| 1.113 | 1.231 | 1.271 | 1.536 | 2.202 | 2.294 | 2.729 |